# Argenis Angulo
Argenis Alexander Angulo Parra (Maracaibo, Zulia, Venezuela; 23 de julio de 1983) es un periodista, locutor, conferencista y político venezolano. Es desde el 2023, es el secretario de despacho de la Gobernación del estado Zulia, nombrado por Manuel Rosales. Fue también presidente mundial de la Cámara Junior Internacional.

## Biografía
Argenis Angulo nació en la ciudad de Maracaibo, proveniente de una familia con raíces ligadas al Pueblo wayú. Es el segundo de cinco hermanos. De madre docente y padre perito agropecuario, ambos ya jubilados. 

### Primeros años y educación
Estudió en el colegio Maristas de Maracaibo. Estudia comunicación social en la Universidad del Zulia. Es magíster en Ciencias de la Comunicación, Mención Gerencia de la Universidad Rafael Belloso Chacín. Fue certificado por la Asociación de Desarrollo de Talento de los Estados Unidos (ATD) para la Creación de Programas de Desarrollo de Liderazgo. También es egresado del Programa de Gerencia de Empresas Globales de la Escuela de Negocios Wharton de la Universidad de Pensilvania. Ha sido columnista para el periódico el Universal de Venezuela.

### Presidente de la Cámara Junior Internacional
En el 2008 fue presidente local de la Cámara Junior Internacional para el estado Zulia. En el 2011 fue elegido presidente de la JCI a nivel nacional en Venezuela. Posteriormente en el 2014 se le asignó como vicepresidente mundial de la organización. En el 2019 fue electo como vicepresidente ejecutivo mundial, asignado a América, periodo en el cual se dedicó a unificar y a cambiar el concepto de las américas para establecerse como una región unida llamada: América.
En el año 2021 fue postulado por la JCI Venezuela para optar a ser elegido como presidente de dicha institución a nivel mundial durante el periodo 2022-2023, elección de la cual resultó electo en un evento celebrado en Johannesburgo (Sudáfrica) el 18 de noviembre de 2021. Asume su cargo el 1 de enero de 2022.

### Secretaría de la Gobernación del estado Zulia
El 28 de febrero de 2023, fue nombrado por el gobernador Manuel Rosales como el Secretario de Despacho de la Gobernación del estado Zulia, sustituyendo a Juan Pablo Lombardi.